# Chemins de fer de l’Est

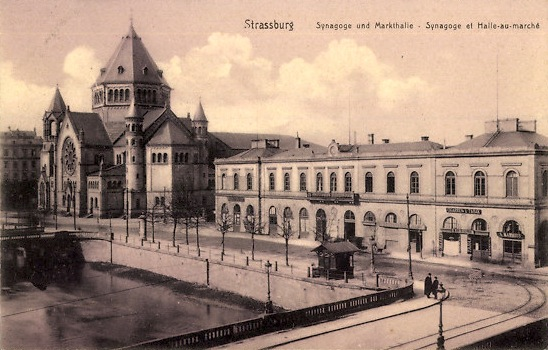
A Compagnie des chemins de fer de l'Est régi strasbourgi vasútállomása (jobbra) egy 1900-as képeslapról. A német szöveg fordítása: Zsinagóga és vásárcsarnok.

A Compagnie des chemins de fer de l’Est (rövidítve CF de l’Est), gyakran csak Est társaságként emlegetik, egy korai francia vasúttársaság volt. A társaság 1853-ban alakult a Párizs–Strasbourg-vasútvonalat üzemeltető Compagnie du chemin de fer de Paris à Strasbourg és a Compagnie du chemin de fer de Montereau à Troyes egyesülésével. 1938-ban a többségi állami tulajdonban lévő Société Nationale des Chemins de fer Français (SNCF) része lett.

## Története
1854-ben a társaság magába olvasztotta a Compagnie du chemin de fer de Strasbourg à Bale, 1858-ban a Compagnie du chemin de fer de Mulhouse à Thann, 1863-ban pedig a Compagnie du chemin de fer des Ardennes vasúthálózatát.